# NGC 7035
NGC 7035 é uma galáxia lenticular (SB0) localizada na direcção da constelação de Capricornus. Possui uma declinação de -23° 08' 07" e uma ascensão recta de 21 horas, 10 minutos e 45,5 segundos.
A galáxia NGC 7035 foi descoberta em 1886 por Frank Müller.